# Цантатау
Цантатау, Цанта-Аух (2294,0 м) — хребет в Дагестане. Расположен на территории Казбековского района. В восточной части Большого Кавказа северо-западнее хребта Салатау хребты разделяет река Акташ. С хребта стекает несколько речек, которые впадают в р. Акташ. Хребет Цантатау поднимается по левобережью Акташа над руслом реки на 600—800 метров. От обрывов восточных отрогов Цантатау начинается Алмакский каньон.

Нижнемеловые отложения, которые выходят на поверхность хребта Цантатау и его отрогов, представлены известняками, легко подвергающимся разрушению. На северном склоне хребта Цанта-тау местами на весьма ограниченных площадях из разреза выпадают хадумские, а иногда и белоглинские отложения.
Антиклиналь, начинаясь слабо намеченной складкой на Туз-тау, достигает максимального поднятия на хр. Цанта-тау, где Салатавская антиклиналь начинает затухать и, перейдя в флексурообразную складку, сливается с Цанта-тау, образуя сложный массив, уходящий к западу через Дюри-лам к Беной-корту.